# Kosman, el hombre de los espacios
Kosman, el hombre de los espacios fue una serie de 16 cuadernos de aventuras creada y publicada por Juan García Iranzo en 1960.

## Argumento y personajes
1. Y el sabio loco
Okhaa, el ambicioso soberano de Vulcania que aspira a convertirse en emperador del universo, dirige su flota de "buitres de fuego" contra el pacífico planeta Alcurnia, arrasándolo con sus misiles. El heredero de este planeta, Kosman, jura castigar al responsable, ante el cadáver de su padre.
Mientras, en la Tierra, el agente Suárez es enviado a una isla de la Polinesia para averiguar si en ella se halla Jarko, un científico desaparecido. Tras descender en paracaídas sobre la isla, es hecho prisionero por unos nativos salvajes a las órdenes del perturbado Jarko. Al día siguiente, este le muestra la nave Finix con la que pretende destruir el Sol.
2. Rumbo a lo desconocido
Jarko obliga a su hija Maribel y a Suárez a acompañarle en el Finix, que parte hacia su destino. Ignora, sin embargo, que dentro se ha ocultado Alí, el sirviente árabe de Maribel, que libera a los dos jóvenes de sus ligaduras. Suárez y Alí pelean entonces con Jarko para obligarle a cambiar el rumbo, pero es Kosman quien con su propia nave arrastra al Finix hasta una caverna de un planeta desconocido fuera del Sistema Solar.
3. Duelo fantástico